# Luis Tosar
Luis López Tosar (Xustás, Cospeito, 1971. október 13. –) háromszoros Goya-díjas spanyol színész, filmproducer.
Nagyjátékfilmes debütálására a Atilano, presidente (1998) című vígjátékban került sor. Ezt olyan filmek követték, mint az Idegen virágok (1999), A lakóközösség (2000) és a Bokszmeccs a lélekért (2001). Kritikai sikert a Napfényes hétfők (2002) és a Többet ne! (2003) című művekkel ért el, mindkettővel Goya-díjakat szerezve. 
A 2009-es 211-es cella című börtönfilm Goya-díjjal jutalmazott főszerepe fordulópontot jelentett karrierjében: ezt követően gyakran osztottak rá thrillerfilmes szerepeket.

## Válogatott filmográfia

### Film
| Év   | Magyar cím                                 | Eredeti cím                              | Szerep                 | Magyar hang          |
| ---- | ------------------------------------------ | ---------------------------------------- | ---------------------- | -------------------- |
| 1998 |                                            | Atilano, presidente                      | Cazorla                |                      |
| 1999 | Idegen virágok                             | Flores de otro mundo                     | Damián                 |                      |
| 1999 |                                            | Celos                                    | Luis                   |                      |
| 2000 | A harcos szíve                             | El corazón del guerrero                  | nyomozó                |                      |
| 2000 | Tudom, ki vagy te                          | Sé quién eres                            | Estévez                |                      |
| 2000 |                                            | Leo                                      | Paco                   |                      |
| 2000 | A lakóközösség                             | La comunidad                             | Gómez                  |                      |
| 2001 |                                            | Lena                                     | Gitano                 |                      |
| 2001 |                                            | Visionarios                              | Delegado del Gobierno  |                      |
| 2001 | Bokszmeccs a lélekért                      | Sin noticias de Dios                     | rendór                 |                      |
| 2001 | Titkos rend                                | Semana santa                             | Antonio                |                      |
| 2002 | Napfényes hétfők                           | Los lunes al sol                         | José                   | Selmeczi Roland      |
| 2003 | Ácsceruza                                  | El lápiz del carpintero                  | Herbal                 |                      |
| 2003 |                                            | El regalo de Silvia                      | Carlos                 |                      |
| 2003 | Többet ne!                                 | Te doy mis ojos                          | Antonio                |                      |
| 2003 | A bolsevik gyarlósága                      | La flaqueza del bolchevique              | Pablo López            |                      |
| 2003 |                                            | La vida que te espera                    | Rai                    |                      |
| 2004 | Tudat alatt                                | Inconscientes                            | Salvador               |                      |
| 2005 | Egy nap Európában (Nagy foci, nagy dohány) | One Day in Europe                        | Deportivo rajongó      |                      |
| 2005 | Fivérem vétkei                             | La noche del hermano                     | Lorenzo                |                      |
| 2005 | Polgármester leszek!                       | Aupa Etxebeste!                          | Ladrón                 |                      |
| 2006 | Rejtélyes szállítmány                      | Cargo                                    | Baptist                |                      |
| 2006 | Miami Vice                                 | Miami Vice                               | Montoya                | Trokán Péter         |
| 2006 | Cecilia életei                             | Las vidas de Celia                       | Miguel Ángel           |                      |
| 2007 |                                            | Casual Day                               | Cholo                  |                      |
| 2009 | Az irányítás határai                       | The Limits of Control                    | Violin                 |                      |
| 2009 | 211-es cella                               | Celda 211                                | Malamadre              |                      |
| 2010 |                                            | Mr. Nice                                 | Craig Lovato           |                      |
| 2010 |                                            | Lope                                     | Fray Bernardo          |                      |
| 2010 | Ismeretlen föld                            | También la lluvia                        | Costa                  | Király Attila        |
| 2011 | Amíg alszol                                | Mientras duermes                         | César                  |                      |
| 2012 | Az apostol                                 | El apóstol                               | Xavier (hangja)        |                      |
| 2012 | E-hadművelet                               | Operación E                              | Crisanto               | László Zsolt         |
| 2012 | Péntek Barcelonában                        | Una pistola en cada mano                 | L.                     |                      |
| 2014 |                                            | A Night in Old Mexico                    | Panamá                 |                      |
| 2014 | El Nino – A kölyök                         | El Niño                                  | Jesús                  |                      |
| 2014 |                                            | Musarañas                                | atya                   |                      |
| 2014 |                                            | Murieron por encima de sus posibilidades | Antonio                |                      |
| 2015 | Megtorlás                                  | El desconocido                           | Carlos                 |                      |
| 2015 | Mama                                       | Ma Ma                                    | Arturo                 | Szabó Sipos Barnabás |
| 2015 | Pszichonauták – Az elveszett gyerekek      | Psiconautas, los niños olvidados         | nem szerepel           | –                    |
| 2016 | Meglopni egy tolvajt                       | Cien años de perdón                      | El Gallego             | Sarádi Zsolt         |
| 2016 |                                            | Toro                                     | López                  |                      |
| 2016 |                                            | 1898, Los últimos de Filipinas           | Martín Cerezo hadnagy  |                      |
| 2018 |                                            | Yucatán                                  | Lucas                  |                      |
| 2018 |                                            | Ola de crímenes                          | Cosme                  |                      |
| 2018 |                                            | La sombra de la ley                      | Aníbal Uriarte         |                      |
| 2019 |                                            | El increíble finde menguante             | Alba apja (hangja)     |                      |
| 2019 | Szemet szemért – A múlt árnyai             | Quien a hierro mata                      | Mario                  |                      |
| 2019 | A vonatozás előnyei                        | Ventajas de viajar en tren               | Martín Urales de Úbeda |                      |
| 2019 | Szabadon                                   | Intemperie                               | kecskepásztor          | Kardos Róbert        |
| 2020 | Adú                                        | Adú                                      | Gonzalo                |                      |
| 2020 | Az égre törő                               | Hasta el cielo                           | Rogelio                |                      |
| 2021 | A briliáns csel                            | The Vault (Way Down)                     | Simón                  | Szabó Sipos Barnabás |
| 2021 | Maixabel                                   | Maixabel                                 | Ibon Etxezarreta       |                      |
| 2022 | Kódnév: Császár                            | Código Emperador                         | Juan                   | Gémes Antos          |
| 2022 |                                            | Canallas                                 | Luismi                 |                      |
| 2022 |                                            | En los márgenes                          | Rafa                   |                      |
| 2023 |                                            | El fantástico caso del Golem             | Toni                   |                      |
| 2023 |                                            | Fatum                                    | Sergio                 |                      |
| 2023 | Ketyegő ultimátum                          | Todos los nombres de Dios                | Santi                  |                      |
| 2024 | A spanyol futár                            | El correo                                | Paco Escámez           | Kardos Róbert        |
| 2024 |                                            | La infiltrada                            | Ángel Salcedo          |                      |

### Televízió
| Év        | Magyar cím               | Eredeti cím              | Szerep               | Megjegyzések           |
| --------- | ------------------------ | ------------------------ | -------------------- | ---------------------- |
| 1998–2001 |                          | Mareas vivas             | Andrés Domínguez     | 49 epizód              |
| 2020      | Színpad 0                | Escenario 0              | önmaga               | 1 epizód               |
| 2020      | Midász követői           | Los favoritos de Midas   | Víctor Genovés Neira | minisorozat (6 epizód) |
| 2023      | Az égre törő – A sorozat | Hasta el cielo: La serie | Rogelio              | 7 epizód               |
| 2023      | Star Wars: Látomások     | Star Wars: Visions       | Sith mester (hangja) | 1 epizód               |
| 2024      |                          | La ley del mar           | José Durà "Pepe"     | 3 epizód               |
| 2024      |                          | Zorro                    | Alejandro de la Vega | 10 epizód              |

## Fontosabb díjak és jelölések

### Goya-díj
| Év   | Kategória                    | Jelölt mű                      | Eredmény |
| ---- | ---------------------------- | ------------------------------ | -------- |
| 2000 | legjobb új színész           | Idegen virágok                 | Jelölve  |
| 2003 | legjobb férfi mellékszereplő | Napfényes hétfők               | Elnyerte |
| 2004 | legjobb férfi főszereplő     | Többet ne!                     | Elnyerte |
| 2010 | legjobb férfi főszereplő     | 211-es cella                   | Elnyerte |
| 2011 | legjobb férfi főszereplő     | Ismeretlen föld                | Jelölve  |
| 2012 | legjobb férfi főszereplő     | Amíg alszol                    | Jelölve  |
| 2016 | legjobb férfi főszereplő     | Megtorlás                      | Jelölve  |
| 2020 | legjobb férfi főszereplő     | Szemet szemért – A múlt árnyai | Jelölve  |
| 2022 | legjobb férfi főszereplő     | Maixabel                       | Jelölve  |
| 2023 | legjobb férfi főszereplő     | En los márgenes                | Jelölve  |
| 2025 | legjobb férfi mellékszereplő | La infiltrada                  | Jelölve  |

### Egyéb díjak
| Év   | Díj                                      | Kategória                      | Jelölt mű    | Eredmény | Ref.   |
| ---- | ---------------------------------------- | ------------------------------ | ------------ | -------- | ------ |
| 2003 | San Sebastián-i Nemzetközi Filmfesztivál | Ezüst Kagyló (legjobb színész) | Többet ne!   | Elnyerte | [ 9 ]  |
| 2010 | Európai Filmdíjak                        | legjobb színész                | 211-es cella | Jelölve  | [ 10 ] |

## Fordítás
- Ez a szócikk részben vagy egészben  a   Luis Tosar című angol Wikipédia-szócikk ezen változatának fordításán alapul.  Az eredeti cikk szerkesztőit annak laptörténete sorolja fel. Ez a jelzés csupán a megfogalmazás eredetét és a szerzői jogokat jelzi, nem szolgál a cikkben szereplő információk forrásmegjelöléseként.